# Hell in a Cell

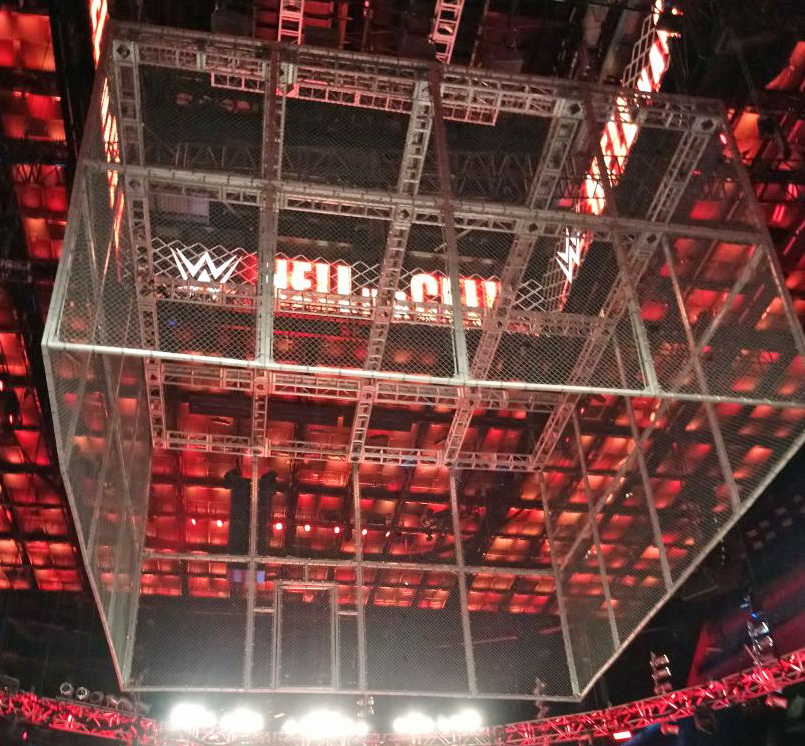
La celda en el evento Hell in a Cell en octubre de 2017.

El Hell in a Cell match es un tipo de combate de lucha libre profesional creado por WWE en donde los luchadores se encuentran en el interior de una celda. A diferencia de la Steel Cage match, la única forma de salir del Hell in a Cell sin dañar la estructura de la celda es a través de su puerta, pero esta puerta está cerrada con gruesas cadenas y un candado. Solo un pinfall o una sumisión en el ring normalmente resultarán en una victoria. En este tipo de combates no hay ningún tipo de descalificación (excepto en la lucha entre Seth Rollins y «The Fiend» Bray Wyatt la cual se descalificó, pero esto fue un hoyo argumental más no una excepción a la regla), por lo que los luchadores pueden usar cualquier arma o haber interferencias por parte de luchadores externos a la lucha.
El Hell in a Cell es conocido por su peligrosidad, y aunque los combates se inician con la puerta de la celda cerrada, en algunas ocasiones los luchadores terminan peleando en el techo y cayendo de este. La temática estuvo fuertemente asociado con The Undertaker durante su carrera con WWF/WWE, incluyendo la lucha inaugural con Shawn Michaels y un brutal encuentro con Mick Foley en su personaje de «Mankind». Ambas luchas incluyeron caídas espectaculares desde lo alto de la jaula, características que se han convertido en un sello distintivo.
La celda original medía 4,9 m (16 pies) de alto y pesaba más de dos toneladas, pero desde entonces ha sido reemplazado por una versión más robusta de 6,1 m (20 pies) y cinco toneladas. El primer Hell in a Cell match tuvo lugar en el evento In Your House: Bad Blood en octubre de 1997 y desde entonces se han producido un total de 53 luchas de este tipo. 
Con los años, la lucha ganó prestigio dentro de WWE que a partir de 2009 tendría su propio |evento homónimo, que se celebraba anualmente en octubre (presumiblemente a la conexión del Hell in a Cell con Halloween), aunque algunas ediciones del evento se llevaron a cabo en junio y septiembre. Este evento generalmente presentaba al menos tres Hell in a Cell matches en la misma cartelera, uno de los cuales era el evento principal. Tras el nombramiento de Triple H como Director de Contenido de WWE en agosto de 2022, el evento se suspendió junto con otros PPVs «temáticos» (excepto Money in the Bank, Elimination Chamber, Royal Rumble y Survivor Series).

## Origen y creación
El Hell in a Cell se introdujo por primera vez en Bad Blood el domingo 5 de octubre de 1997, en el Kiel Center, ahora conocido como «Enterprise Center», en St. Louis, Misuri. El trasfondo de la lucha inaugural se construyó sobre la derrota de The Undertaker ante Bret Hart dos meses antes en SummerSlam en un combate por el Campeonato de WWF que Shawn Michaels fue asignado como árbitro. Michaels se había interpuesto deliberadamente en la lucha y le costó la victoria a The Undertaker que resultó en un combate entre los dos en In Your House: Ground Zero. Fue declarado sin resultado debido a que los dos eludieron y atacaron a los oficiales. Como final culminante para la disputa, su siguiente lucha originalmente se programó para celebrarse como un combate de jaula de acero. Sin embargo, se construyó una estructura techada más grande en lugar de una jaula normal que encerraba solo el ring, encerrando no solo el ring sino también el área circundante del ringside. El espacio más amplio entre el faldón del ring y las paredes de la celda permitió entrar y salir del ring y que las cámaras se ubicaran en el ringside. En Badd Blood, Michaels derrotó a The Undertaker (con la interferencia del debutante Kane), convirtiéndose en el contendiente #1 al Campeonato de WWF en Survivor Series de 1997. El concepto original de la estructura Hell in a Cell fue creado por Jim Cornette. Describió su concepto como una combinación de una jaula que rodeaba la mayor parte del área del ringside (el diseño, afirmó Cornette, era popular en las promociones de lucha libre de Memphis) y la jaula utilizada tanto en la National Wrestling Alliance como en la World Championship Wrestling para los WarGames matches (que tenían una parte superior en la jaula). En un podcast de video de octubre de 2015, Vince Russo dijo que Cornette probablemente ideó el concepto, pero el nombre Hell in a Cell vino de él. WWE atribuye la lucha a estar basado en el evento Last Battle of Atlanta de 1983.

## Lista de luchasHell in a Cell
| N.º | Combate                                                                                             | Evento y Fecha                                 | Duración | Final |
| --- | --------------------------------------------------------------------------------------------------- | ---------------------------------------------- | -------- | --- |
| 1   | Shawn Michaels derrotó a The Undertaker                                                             | In Your House: Badd Blood 5 de octubre de 1997 | 30:00    | - Michaels cubrió a Undertaker después de una "Tombstone Piledriver" de Kane. - Como consecuencia, Michaels pasó a ser retador N.º 1 al Campeonato de la WWF. |
| 2   | The Undertaker & Steve Austin vs. Mankind & Kane                                                    | RAW 15 de junio de 1998                        | 11:10    | - .The Undertaker Y Stone Cold derrotaron a Kane y Mankind después que Raw Saliera del Aire con una Stunner a Mankind |
| 3   | The Undertaker derrotó a Mankind                                                                    | King of the Ring 28 de junio de 1998           | 16:00    | - Undertaker cubrió a Mankind después de una "Tombstone Piledriver" sobre chinchetas. |
| 4   | Mankind vs. Kane                                                                                    | RAW 24 de agosto de 1998                       | 7:41     | - El combate terminó sin resultado debido a una interferencia de Undertaker y Steve Austin. |
| 5   | The Undertaker derrotó a The Big Boss Man                                                           | WrestleMania XV 28 de marzo de 1999            | 9:46     | - Undertaker cubrió a Boss Man después de una "Tombstone Piledriver". |
| 6   | Triple H (c) derrotó a Cactus Jack                                                                  | No Way Out 27 de febrero de 2000               | 23:59    | - HHH cubrió a Jack después de un "Pedigree". - Como consecuencia, HHH retuvo el Campeonato de la WWF y, Jack debió retirarse de la lucha libre profesional. |
| 7   | Kurt Angle (c) derrotó a The Undertaker, Triple H, Steve Austin, The Rock y Rikishi                 | Armageddon 10 de diciembre de 2000             | 32:26    | - Angle cubrió a The Rock después de una "Stone Cold Stunner" de Austin. - Como consecuencia, Angle retuvo el Campeonato de la WWF. |
| 8   | Triple H derrotó a Chris Jericho                                                                    | Judgment Day 19 de mayo de 2002                | 24:31    | - HHH cubrió a Jericho después de un "Pedigree" en techo de la celda. |
| 9   | Brock Lesnar (c) derrotó a The Undertaker                                                           | No Mercy 20 de octubre de 2002                 | 27:18    | - Lesnar cubrió a Undertaker después de revertir una "Tombstone Piledriver" en un "F-5". - Como consecuencia, Lesnar retuvo el Campeonato de la WWE. |
| 10  | Triple H (c) derrotó a Kevin Nash (con Mick Foley como árbitro especial)                            | Bad Blood 15 de junio de 2003                  | 21:01    | - HHH cubrió a Nash después de un "Pedigree". - Como consecuencia, HHH retuvo el Campeonato Mundial Peso Pesado. |
| 11  | Triple H derrotó a Shawn Michaels                                                                   | Bad Blood 13 de junio de 2004                  | 47:26    | - HHH cubrió a Michaels después de varios "Pedigree". |
| 12  | Batista (c) derrotó a Triple H                                                                      | Vengeance 26 de junio de 2005                  | 26:54    | - Batista cubrió a HHH después de una "Batista Bomb". - Como consecuencia, Batista retuvo el Campeonato Mundial Peso Pesado. |
| 13  | The Undertaker derrotó a Randy Orton                                                                | Armageddon 18 de diciembre de 2005             | 30:31    | - Undertaker cubrió a Orton después de una "Tombstone Piledriver". |
| 14  | D-Generation X (Triple H & Shawn Michaels) derrotaron a Vince McMahon, Shane McMahon & The Big Show | Unforgiven 17 de septiembre de 2006            | 25:04    | - HHH cubrió a Vince McMahon después de un golpe con el mazo. - Este fue el primer Handicap Match dentro de la estructura. |
| 15  | Batista (c) derrotó a The Undertaker                                                                | Survivor Series 18 de noviembre de 2007        | 21:24    | - Batista cubrió a Undertaker después de un "Co-Chair-to" de Edge. - Como consecuencia, Batista retuvo el Campeonato Mundial Peso Pesado. |
| 16  | The Undertaker derrotó a Edge                                                                       | SummerSlam 17 de agosto de 2008                | 26:43    | - Undertaker cubrió a Edge después de una "Tombstone Piledriver". |
| 17  | The Undertaker derrotó a CM Punk (c)                                                                | Hell in a Cell 4 de octubre de 2009            | 10:26    | - Undertaker cubrió a Punk después de una "Tombstone Piledriver". - Como consecuencia, Undertaker ganó el Campeonato Mundial Peso Pesado. |
| 18  | Randy Orton derrotó a John Cena (c)                                                                 | Hell in a Cell 4 de octubre de 2009            | 21:24    | - Orton cubrió a Cena después de una "Running punt kick" - Como consecuencia, Orton ganó el Campeonato de la WWE. |
| 19  | D-Generation X (Triple H & Shawn Michaels) derrotaron al The Legacy (Cody Rhodes & Ted DiBiase)     | Hell in a Cell 4 de octubre de 2009            | 18:02    | - Michaels cubrió a Rhodes después de un «Sweet Chin Music» y un golpe con el mazo de Triple H simultáneamente. - Este fue el primer Hell in a Cell Match en equipos. |
| 20  | Randy Orton (c) derrotó a Sheamus                                                                   | Hell in a Cell 3 de octubre de 2010            | 22:51    | - Orton cubrió a Sheamus después de un «RKO» sobre las escaleras metálicas. - Como consecuencia, Orton retuvo el Campeonato de la WWE. |
| 21  | Kane (c) derrotó a The Undertaker                                                                   | Hell in a Cell 3 de octubre de 2010            | 21:38    | - Kane cubrió a The Undertaker después de golpearlo con la urna de Bearer y un «Chokeslam». - Como consecuencia, Kane retuvo el Campeonato Mundial Peso Pesado. |
| 22  | John Cena (c) derrotó a CM Punk, Alberto Del Río, Dolph Ziggler y Jack Swagger                      | RAW (dark match) 26 de septiembre de 2011      | 5:01     | - Cena cubrió a Swagger después de un "Attitude Adjustment". - Como consecuencia, Cena retuvo el Campeonato de la WWE. |
| 23  | Mark Henry (c) derrotó a Randy Orton                                                                | Hell in a Cell 2 de octubre de 2011            | 15:54    | - Henry cubrió a Orton con un "World's Strongest Slam" - Como consecuencia, Henry retuvo el Campeonato Mundial Peso Pesado. |
| 24  | Alberto Del Río derrotó a John Cena (c) y CM Punk                                                   | Hell in a Cell 2 de octubre de 2011            | 23:58    | - Del Rio cubrió a Punk después de un golpe con un tubo de acero - Como consecuencia, Del Río ganó el Campeonato de la WWE. |
| 25  | The Undertaker derrotó a Triple H (con Shawn Michaels como árbitro especial)                        | WrestleMania XXVIII 1 de abril de 2012         | 32:52    | - Undertaker cubrió a Triple H después de una "Tombstone Piledriver" - Como consecuencia, la racha de The Undertaker en WrestleMania aumentó a 20-0. |
| 26  | CM Punk (c) derrotó a Ryback                                                                        | Hell in a Cell 28 de octubre de 2012           | 11:21    | - Punk cubrió a Ryback después de un "Low Blow" del árbitro Brad Maddox. - Como consecuencia, Punk retuvo el Campeonato de la WWE. |
| 27  | CM Punk derrotó a Ryback & Paul Heyman                                                              | Hell in a Cell 27 de octubre de 2013           | 16:21    | - Punk cubrió a Ryback después de un golpe con un palo de kendo y un "GTS". - Esta lucha era un 2-on-1 Handicap Match dentro de la estructura. |
| 28  | Randy Orton derrotó a Daniel Bryan (con Shawn Michaels como árbitro especial)                       | Hell in a Cell 27 de octubre de 2013           | 21:21    | - Orton cubrió a Bryan después de un "Sweet Chin Music" de Shawn Michaels. - Como resultado, Orton ganó el vacante Campeonato de la WWE. |
| 29  | John Cena derrotó a Randy Orton                                                                     | Hell in a Cell 26 de octubre de 2014           | 25:57    | - Cena cubrió a Orton después de un "Attitude Adjustment" sobre una mesa desde la segunda cuerda. - Como consecuencia, Cena pasó a ser retador N.º 1 al Campeonato Mundial Peso Pesado de la WWE. |
| 30  | Seth Rollins derrotó a Dean Ambrose                                                                 | Hell in a Cell 26 de octubre de 2014           | 13:54    | - Rollins cubrió a Ambrose después de un "Uranage" de Bray Wyatt. |
| 31  | Roman Reigns derrotó a Bray Wyatt                                                                   | Hell in a Cell 25 de octubre de 2015           | 23:09    | - Reigns cubrió a Wyatt después de un golpe con un palo de kendo y un "Spear". |
| 32  | Brock Lesnar derrotó a The Undertaker                                                               | Hell in a Cell 25 de octubre de 2015           | 18:07    | - Lesnar cubrió a The Undertaker después de un «Low Blow» y un «F-5» sobre la madera descubierta del ring. |
| 33  | The Undertaker derrotó a Shane McMahon                                                              | WrestleMania 32 3 de abril de 2016             | 30:05    | - The Undertaker cubrió a Shane después de un «Tombstone Piledriver». - Como consecuencia, Shane debía entregar sus acciones de la empresa a Vince McMahon y, The Undertaker aumentó su racha a 23-1. |
| 34  | Roman Reigns (c) derrotó a Rusev                                                                    | Hell in a Cell 30 de octubre de 2016           | 24:36    | - Reigns cubrió a Rusev después de un «Spear» desde una escalera metálica. - Como consecuencia, Reigns retuvo el Campeonato de los Estados Unidos. |
| 35  | Kevin Owens (c) derrotó a Seth Rollins                                                              | Hell in a Cell 30 de octubre de 2016           | 23:15    | - Owens cubrió a Rollins después de un «Pop-up Powerbomb» sobre dos sillas. - Como consecuencia, Owens retuvo el Campeonato Universal de WWE. |
| 36  | Charlotte Flair derrotó a Sasha Banks (c)                                                           | Hell in a Cell 30 de octubre de 2016           | 25:54    | - Charlotte cubrió a Banks después de un «Natural Selection». - Como consecuencia, Charlotte ganó el Campeonato Femenino de Raw. - Este fue el primer Hell in a Cell Match entre mujeres. |
| 37  | The Usos (Jimmy Uso & Jey Uso) derrotaron a The New Day (Big E & Xavier Woods) (c)                  | Hell in a Cell 25 de octubre de 2017           | 22:00    | - Jimmy cubrió a Woods después de un «Double Uso Splash» sobre una silla. - Como consecuencia, The Usos ganaron el Campeonato en Parejas de SmackDown. |
| 38  | Kevin Owens derrotó a Shane McMahon                                                                 | Hell in a Cell 25 de octubre de 2017           | 38:45    | - Owens cubrió a McMahon después de fallar un «Diving Elbow Drop» desde la parte superior de la celda sobre la mesa de comentarios en inglés. Esto pasó debido a la interferencia de Sami Zayn, quien interfirió a favor de Owens. - Fue el primer Hell in a Cell Match con la estipulación Falls Count Anywhere.         |
| 39  | Randy Orton derrotó a Jeff Hardy                                                                    | Hell in a Cell 16 de septiembre de 2018        | 24:50    | - Orton cubrió a Hardy después de que este cayera desde el techo de la celda hacia una mesa. |
| 40  | Roman Reigns (c) vs. Braun Strowman (con Mick Foley como árbitro especial)                          | Hell in a Cell 16 de septiembre de 2018        | 24:10    | - La lucha terminó sin resultado después de que Brock Lesnar atacara a Reigns y Strowman. - Como consecuencia, Reigns retuvo el Campeonato Universal de WWE. |
| 41  | Becky Lynch (c) derrotó a Sasha Banks                                                               | Hell in a Cell 6 de octubre de 2019            | 21:50    | - Lynch forzó a Banks a rendirse con un «Dis-Arm-Her». - Como consecuencia, Lynch retuvo el Campeonato Femenino de Raw. |
| 42  | Seth Rollins (c) vs. "The Fiend" Bray Wyatt                                                         | Hell in a Cell 6 de octubre de 2019            | 17:30    | - El árbitro detuvo el combate después de que Rollins atacara a Wyatt con un mazo. - Como consecuencia, Rollins retuvo el Campeonato Universal de WWE. |
| 43  | Roman Reigns (c) derrotó a Jey Uso                                                                  | Hell in a Cell 25 de octubre de 2020           | 29:20    | - Reigns ganó la lucha después de que Jey dijera «I Quit» tras ver como Reigns aplicaba un «Guillotine Choke» a Jimmy Uso. - Como consecuencia, Reigns retuvo el Campeonato Universal de WWE; y a la vez, Jey y Jimmy Uso tendrán que servir a Reigns. - Fue el primer Hell in a Cell Match con la estipulación «I Quit». |
| 44  | Sasha Banks (c) derrotó a Bayley                                                                    | Hell in a Cell 25 de octubre de 2020           | 26:35    | - Banks forzó a Bayley a rendirse con un «Bank Statement» reforzado con una silla. - Como consecuencia, Banks ganó el Campeonato Femenino de SmackDown. |
| 45  | Randy Orton derrotó a Drew McIntyre (c)                                                             | Hell in a Cell 25 de octubre de 2020           | 30:35    | - Orton cubrió a McIntyre después de un «RKO». - Como consecuencia, Orton ganó el Campeonato de la WWE. |
| 46  | Roman Reigns (c) derrotó a Rey Mysterio                                                             | SmackDown 18 de junio de 2021                  | 16:01    | - Reigns forzó a Mysterio a rendirse con un «Guillotine Choke». - Como consecuencia, Reigns retuvo el Campeonato Universal de WWE. |
| 47  | Bianca Belair (c) derrotó a Bayley                                                                  | Hell in a Cell 20 de junio de 2021             | 19:45    | - Belair cubrió a Bayley después de un «KOD» sobre una escalera. - Como consecuencia, Belair retuvo el Campeonato Femenino de SmackDown. |
| 48  | Bobby Lashley (c) derrotó a Drew McIntyre                                                           | Hell in a Cell 20 de junio de 2021             | 25:43    | - Lashley cubrió a McIntyre con un «Roll-up». - Como consecuencia, Lashley retuvo el Campeonato de la WWE. |
| 49  | Bobby Lashley derrotó a Xavier Woods                                                                | RAW 21 de junio de 2021                        | 13:40    | - Lashley forzó a Woods a rendirse con un «Hurt Lock». |
| 50  | Edge derrotó a Seth Rollins                                                                         | Crown Jewel 21 de octubre de 2021              | 27:40    | - Edge cubrió a Rollins después de un «Curb Stomp» sobre una silla. |
| 51  | Cody Rhodes derrotó a Seth "Freakin" Rollins                                                        | Hell in a Cell 5 de junio de 2022              | 24:20    | - Rhodes cubrió a Rollins después de atacarlo con un mazo. |
| 52  | Edge derrotó a "Demon" Finn Bálor                                                                   | WrestleMania 39 2 de abril de 2023             | 18:09    | - Edge cubrió a Bálor después de un «Con-Chair-To». |
| 53  | CM Punk derrotó a Drew McIntyre                                                                     | Bad Blood 5 de octubre de 2024                 | 31:25    | - Punk cubrió a McIntyre después de un «GTS» reforzado con una cadena en su rodilla. |

## Modificaciones
Una variación de la celda fue sostenida en WWE Unforgiven 1999, que fue llamada «Kennel from Hell» en donde se enfrentaron Al Snow y The Big Boss Man. Esto consistía en dos celdas, una que rodea el ring —la Steel Cage— y otra más tradicional que se ajusta a los límites del ring —la Hell in a Cell—. Además en el espacio entre la celda más grande y el ring había perros hambrientos dispuestos a morder severamente.
La celda también fue ocupada para un First Blood Match entre Kane y «Stone Cold» Steve Austin en el evento King of the Ring 1998, con la diferencia que la celda subía y bajaba cierto periodo de tiempo. También, apareció en Raw en 2009, en un combate entre John Cena y Randy Orton.
En 2018, poco antes de Hell in a Cell, la estructura se sometió a una importante remodelación. La estructura, completamente roja y carmesí, es más pequeña y sus cables menos flexibles, lo que la hace más resistente y ligera. No obstante, en 2023, la celda carmesí se sustituiría por la gris estándar a partir de WrestleMania 39.

## Estadísticas
- Los eventos que más luchas de Hell in a Cell han tenido fueron 2009, 2016 y 2020, los cuales tuvieron tres combates de este tipo.
- The Undertaker es el luchador masculino con más participaciones en un Hell in a Cell match, con un total 14.
- Sasha Banks es la luchadora femenina con más participaciones en un Hell in a Cell match, con un total de 3.
- The Undertaker es el luchador que más veces ha ganado esta lucha, con un total de 8 ocasiones.
- Charlotte Flair, Becky Lynch, Bianca Belair y Sasha Banks comparten el récord de luchadoras con más victorias en esta lucha, con una.
- Hasta la fecha, Kurt Angle, Mark Henry, Jimmy Uso, Bianca Belair, Charlotte Flair y Becky Lynch son los únicos luchadores que ganaron en el primer y único Hell in a Cell que han participado.
- El Hell in a Cell que más tiempo ha durado ha sido el de Triple H vs. Shawn Michaels en Bad Blood 2004 (con 47:26). Por su parte, el Hell in a Cell de menor duración fue el que involucraba a John Cena, CM Punk, Alberto Del Río, Dolph Ziggler y Jack Swagger en una Fatal 5-Way match en un Raw de 2011 (con 5:01).
- Cuatro luchadores se llevaron la victoria en todas las veces que lucharon en un Hell in a Cell: Batista, Brock Lesnar, Kevin Owens y Bobby Lashley, con dos apariciones y dos victorias cada uno.
- D-Generation X, integrado por Triple H y Shawn Michaels, es el único tag team que ha ganado todas las veces que entraron en un Hell in a Cell, dos apariciones bajo diferentes estipulaciones.
- Mick Foley (quien luchó bajo los personajes de «Cactus Jack» y «Mankind») es el luchador que más derrotas acumula en un Hell in a Cell, con cuatro. Además, también es el que más intentos fallídos de ganar cuenta.
- Bobby Lashley es el único luchador que ha participado en este tipo de combate dos veces en el mismo año (2021).
- El Hell in a Cell que más luchadores ha tenido dentro de la estructura ha sido la realizada en Armageddon 2000, con seis luchadores.
- A pesar de que más de 45 luchadores han participado en un Hell in Cell, únicamente 10 de ellos se han atrevido a caer desde la parte superior de la estructura: Shawn Michaels, Mick Foley, Rikishi, Seth Rollins, Dean Ambrose, Shane McMahon, Kevin Owens, Dolph Ziggler, Jeff Hardy y Drew McIntyre.
- El Campeonato de WWE es el título por el que más veces se disputó dentro de la celda, con un total de 10 luchas.
- La primera vez que un título cambió de manos dentro del Hell in a Cell fue en 2009 cuando The Undertaker derrotó a CM Punk y gana el Campeonato Mundial Peso Pesado.
- De las 53 luchas del Hell in Cell, cuatro de estas se llevaron a cabo en WrestleMania, siendo la primera de estas en WrestleMania XV en 1999.
- 2021 fue el año que más luchas de Hell in a Cell ha tenido, con cinco. Dos de ellos fueron parte del evento homónimo, uno en SmackDown, uno en Raw y uno en Crown Jewel.
- 2001 fue el único año en que no se realizó la lucha.
- En dos ocasiones, una lucha de Hell in a Cell recibió la calificación de 5 estrellas del Wrestling Observer Newsletter: Shawn Michaels vs. The Undertaker en el primer Hell in a Cell de la historia y Cody Rhodes vs. Seth Rollins en la edición de 2022 del evento homónimo.
- En tres ocasiones, dos luchadores se enfrentaron entre sí dentro del Hell in a Cell dos veces: CM Punk vs. Ryback en las ediciones de 2012 y 2013 del evento homónimo; John Cena vs. Randy Orton en las ediciones de 2009 y 2014; y The Undertaker vs. Brock Lesnar en No Mercy 2002 y la edición de 2015 del evento homónimo.